# Surà (riu)
El Surà (rus i mokxa: Сура, èrzia: Сура лей, Sura lej, txuvaix: Сăр, Săr, mari dels turons: Шур, Šur)  és un riu de Rússia i afluent dret del Volga. El curs passa per l'óblast de Penza, Mordòvia, l'óblast d'Uliànovsk, Txuvàixia i l'óblast de Nijni Nóvgorod. La llargària del Surà és de 841 km i 384 km dels quals són navegables des de l'embocadura.
La ciutat de Penza i les localitats d'Alàtir, Śĕmĕrle o Yetĕrne, es troben al llarg del Surà. A la confluència amb el Volga hi ha la població de Vassilsursk.
Els principals afluents del Surà són el Penza, el Piana i l'Alàtir.
El cabal mitjà del riu a Yetĕrne, prop de la desembocadura, és de 253 m3/s, amb considerables diferències segons les estacions.

El Surà gaudia de rics recursos pesquers, avaluats en 35 espècies a finals del segle xix. Després de la construcció de les centrals hidroelèctriques al riu Volga, però, es van esgotar greument. Al llarg de la ribera del riu i als estanys de les planes al·luvials hi habiten rates mesqueres, llúdries i almesqueres siberianes.

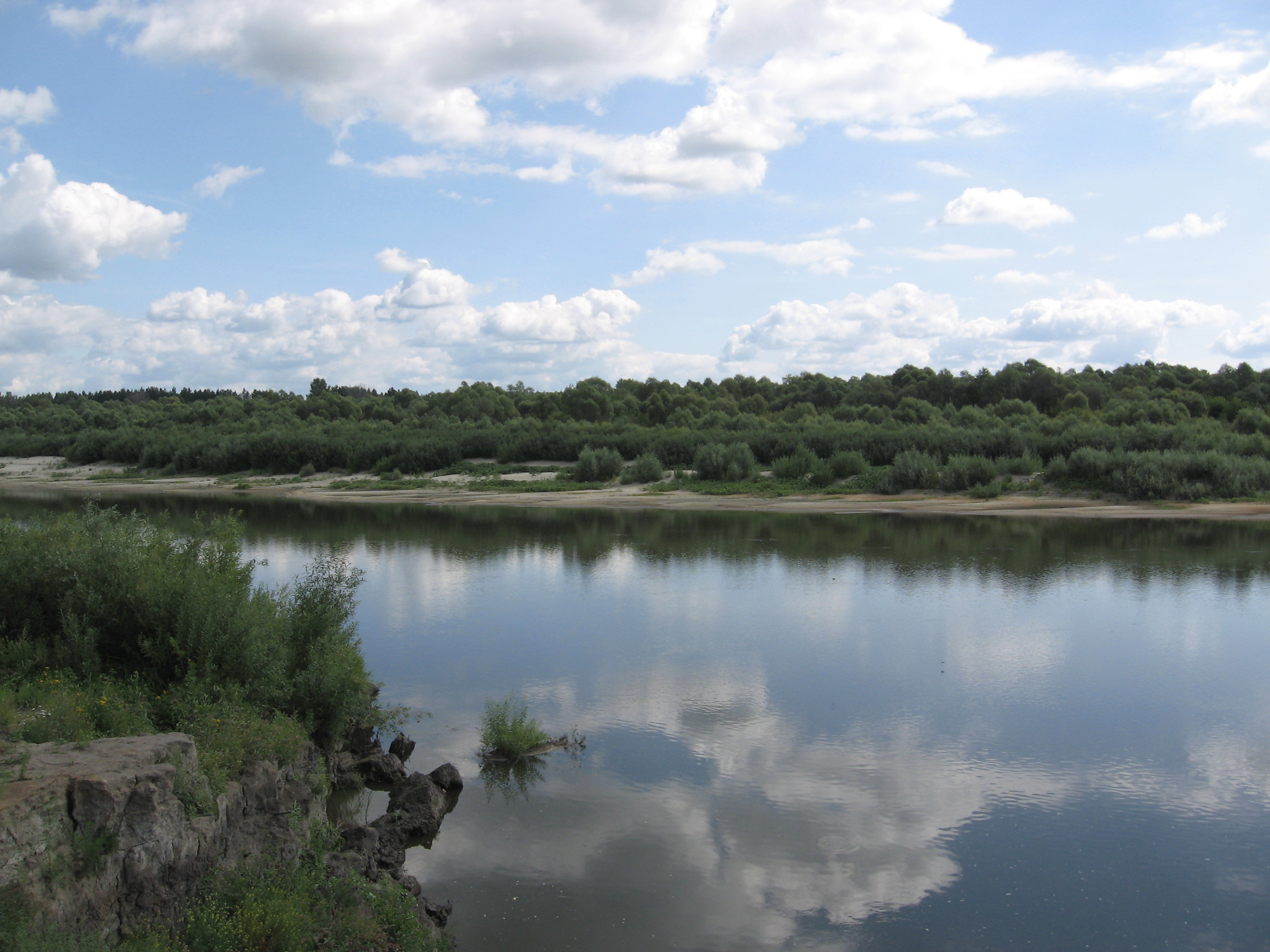
El riu Surà prop d'Alàtir